# Rachel Bloom
Pour les articles homonymes, voir Bloom.
Rachel Leah Bloom, née le 3 avril 1987 à Los Angeles, est une comédienne et auteure-compositeure-interprète américaine.

## Biographie
Rachel Bloom a grandi à Manhattan Beach en Californie. Elle est la fille de Shelli (née Rosenberg) et d'Alan Bloom. Sa mère est musicienne et son père avocat. Rachel Bloom est issue d'une famille juive.
Encouragée par ses parents, elle suit des cours de chant et de théâtre durant sa scolarité. Elle poursuit ses études à l'université de New York où sa matière principale est la comédie musicale. Elle y rencontre son futur mari, Dan Gregor, lui aussi auteur de comédies et acteur.

## Carrière
Rachel Bloom rencontre le succès après la mise en ligne de sa chanson Fuck Me, Ray Bradbury (en), lors du 90e anniversaire de Ray Bradbury, en août 2010. Elle obtient alors un agent, un manager et écrit pour plusieurs séries (Allen Gregory, Robot Chicken).
En 2013, Rachel Bloom rencontre Aline Brosh McKenna, scénariste du Diable s'habille en Prada, qui l'a découverte dans l'une de ses vidéos. Elles débutent ensemble le projet Crazy Ex-Girlfriend, d'abord pensant en faire un film. Showtime achète le pilote de la série, mais ne commande pas de saison complète. Le premier épisode de la série musicale est finalement diffusé le 12 octobre 2015 sur The CW. Bloom y interprète Rebecca Bunch, une brillante avocate new-yorkaise qui quitte tout pour s'installer à West Covina où vit un ancien amour de vacances. Lors de la 73e cérémonie des Golden Globes, elle remporte le trophée de la meilleure actrice dans une série musicale ou comique pour ce rôle.

## Vie privée
Début 2015, Rachel a épousé Dan Gregor qui était son petit ami depuis six ans. Son cousin rabbin a officié à la cérémonie,.
Rachel a des antécédents de maladie mentale, ayant reçu un diagnostic de dépression, d'anxiété et de trouble obsessionnel compulsif, dont elle a parlé franchement,,,,,,,. Elle œuvre à vulgariser les problématiques liées à la préservation de la santé mentale. Son personnage dans Crazy Ex-Girlfriend souffre de maladies similaires, et la série aborde ces problématiques de manière récurrente.

## Filmographie

### Cinéma
- 2019 : Batman vs. Teenage Mutant Ninja Turtles : Barbara Gordon (voix)
- 2019 : Changeland : Vanessa (voix)
- 2019 : Angry Birds: Copains comme cochons : Silver (voix)
- 2020 : Les Trolls 2 : Tournée mondiale : Barb (voix)
- 2021 : Les Bouchetrous (Extinct) : Op (voix)
- 2022 : Tic et Tac, les rangers du risque (Chip n Dale : Rescue Rangers) : voix diverses
- 2022 : L'École du Bien et du Mal (The School for Good and Evil) de Paul Feig : Honora
- 2022 : Bar Fight! : Chelsea
- 2023 : Toi chez moi et vice versa (Your Place or Mine) : Scarlet

### Télévision

#### Séries télévisées
- 2012 : How I Met Your Mother : Wanda
- de 2015 à 2019 : Crazy Ex-Girlfriend : Rebecca Bunch — également co-créatrice, productrice exécutive et scénariste
- 2016 : Adam Ruins Everything : elle-même
- 2018 : Portlandia : Rachel
- 2018 : IZombie : Nellie
- 2018 : Drunk History : elle-même
- 2020 : Journal d'une Future Présidente (Diary of a Future President) : Mme Wexler (saison 1, épisode 4)
- 2020 : Into the Dark : Ellie (saison 2, épisode 7
- 2022 : ICarly : McKenna Donatacci (saison 2, épisode 5)
- 2022 : Reboot : Hannah
- 2022 : Julia : Elaine Levitch (saison 2, épisode 1)

#### Séries télévisées d'animation
- 2011 : Allen Gregory : - scénariste uniquement
- de 2012 à 2019 : Robot Chicken : voix diverses — également scénariste
- de 2013 à 2014 : The High Fructose Adventure of the Annoying Orange : Chickpea et Breakfast Pastry (voix)
- de 2014 à 2016 : Bojack Horseman : Laura, la scénariste et Sharona (voix)
- 2017 et 2021 : Les Simpsons : Annette (voix) (saison 29 épisode 2 et saison 33 épisode 9)
- 2018 : My Little Pony: les amies, c'est magique : Autumn Blaze (voix) (saison 8, épisode 23)
- 2018 : Trolls: En avant la musique ! : Cybil (voix) (saison 6, épisode 3 et saison 7, épisode 7)
- 2018 et 2020 : Les Muppets Babies : Dot, le dragon (voix) (saison 1, épisode 1 et saison 2, épisode 16)
- 2020 : Vampirina : Esmeralda / Crystal Ball (voix) (saison 2, épisode 22 et saison 3, épisode 14)
- 2021 : Close Enough : Kira (voix) (saison 2, épisode 3)
- 2021 : Blue et ses amis (Blues Clues & You!) : Mme Marigold (voix) (saison 2, épisode 13)
- 2021 : La Brigade des poussins (The Chicken Squad) : Rebeecca (voix) (saison 1, épisode 11)
- 2022 : Ridley Jones : la protectrice du musée (Ridley Jones) : Paola (voix) (saison 3, épisode 3)

## Distinctions
| Liste des distinctions | Liste des distinctions            | Liste des distinctions                               | Liste des distinctions   | Liste des distinctions | Liste des distinctions |
| Année                  | Cérémonie                         | Catégorie                                            | Récipiendaire(s)         | Résultat               | Ref(s)                 |
| ---------------------- | --------------------------------- | ---------------------------------------------------- | ------------------------ | ---------------------- | ---------------------- |
| 2011                   | Hugo Awards                       | Meilleure présentation dramatique                    | Fuck Me, Ray Bradbury    | Nomination             | [ 15 ]                 |
| 2013                   | Web Awards                        | Meilleure chanson sur YouTube                        | You Can Touch My Boobies | Lauréat                | [ 15 ]                 |
| 2015                   | Primetime Emmy Awards             | Format court d'animation                             | Robot Chicken            | Nomination             | [ 16 ]                 |
| 2016                   | Golden Globes                     | Meilleure actrice dans une série musical ou comique  | Crazy Ex-Girlfriend      | Lauréat                | [ 17 ]                 |
| 2016                   | Gold Derby Awards                 | Best Comedy Actress                                  | Crazy Ex-Girlfriend      | Nomination             | [ 18 ]                 |
| 2016                   | Gold Derby Awards                 | Révélation de l'année                                | Crazy Ex-Girlfriend      | Nomination             | [ 18 ]                 |
| 2016                   | TCA Awards                        | Réussite individuelle en comédie                     | Crazy Ex-Girlfriend      | Lauréat                | [ 19 ]                 |
| 2016                   | Online Film and Television Awards | Meilleure actrice dans une série comique             | Crazy Ex-Girlfriend      | Nomination             |                        |
| 2016                   | EWwy Awards                       | Meilleure actrice dans une comédie                   | Crazy Ex-Girlfriend      | Nomination             | [ 20 ]                 |
| 2016                   | Primetime Emmy Awards             | Meilleur paroles et musique originale                | Crazy Ex-Girlfriend      | Nomination             | [ 21 ]                 |
| 2016                   | Primetime Emmy Awards             | Meilleur thème musical                               | Crazy Ex-Girlfriend      | Nomination             | [ 21 ]                 |
| 2016                   | Gotham Awards                     | Breakthrough Series – Long Form                      | Crazy Ex-Girlfriend      | Lauréat                | [ 22 ]                 |
| 2016                   | Critics' Choice Television Awards | Meilleure actrice dans une série comique             | Crazy Ex-Girlfriend      | Lauréat                | [ 23 ]                 |
| 2017                   | Golden Globes                     | Meilleure actrice dans une série musicale ou comique | Crazy Ex-Girlfriend      | Nomination             | [ 24 ]                 |
| 2017                   | Primetime Emmy Awards             | Meilleure musique originale                          | Crazy Ex-Girlfriend      | Nomination             | [ 25 ]                 |